# 海上護衛隊
海上護衛隊（日语：／ Kaijō Goeitai ?）是旧日本海軍的一类舰艇部队编制。日本海军在太平洋战争期间先后组建了四支海上护卫队；其中第一海上护卫队后来又变更为第一护卫舰队。护卫队的符号为KEg（如第一海上护卫队为1KEg）；第一护卫舰队符号为1EF。

## 概述
太平洋战争初期，日本海军的第一阶段作战在西太平洋地区击退了盟军，占领了南方资源带。日军接着开展第二阶段作战，图谋构筑战争长期不败的态势。随着物资运输量的增大、以及航运线路的延长，聯合艦隊对于分出兵力进行护卫倍感压力，希望軍令部能专门组建一支护卫兵力；同时，日军当前的护卫制度需要前线护卫部队和运输线护卫部队进行交接，并不适应航运护卫的新形势。
1942年（昭和17年）3月27日，海軍大臣嶋田繁太郎海军大将发布《特设舰船部队令》，创立特设海上护卫队制度。4月2日，军令部总长永野修身海军大将向昭和天皇上奏战时编制改定，解释预定要设立的海上护卫队。4月10日，海军按照新的战时编制进行大幅度的改组，其中为了保证海上护卫的连贯性，实现护卫指挥的一元化，日军建立了伴随船队进行护卫的護航运输制度，即第一海上护卫队（负责东南亚至日本本土的航线，隶属于西南方面艦隊）和第二海上护卫队（负责南洋群岛至日本本土的航线，隶属于第四艦隊）。然而海上护卫队仅有一些老旧的舰船和特设舰艇（即商船临时改造而来的舰船），缺乏对空、对潜装备，舰艇数量也不足，在面对盟军的破交作战时无力应对，护航运输队不断遭受惨重的损失。其后日军开始不断建造新式的海防舰，同时将航空部队编入护卫部队内，试图增强海上护卫的能力。
1943年（昭和18年）11月15日，日军组建海上護衛總司令部，统括第一、第二海上护卫队在内的全部护航兵力。1944年（昭和19年）6、7月间的塞班島戰役中，日军驻军全军覆没，二海护司令部因设置在塞班岛，亦于是役全灭，7月18日二海护解散。
1944年5月20日，日军组建第三海上护卫队，负责东京湾至紀伊水道的护卫。三海护所属兵力比起一海护来说极为贫弱，同年11月末，新航母信濃在三海护负责的海域内遭到伏击沉没。1945年4月15日三海护解散，改组为第四特攻战队。
1944年4月10日，第四海上护卫队成立，负责九州（佐世保、鹿儿岛）到西南诸岛（沖繩島等）之间的航路。四海护兵力同样弱小，无力阻挡美军潜艇袭扰，8月22日对马丸号货轮被击沉。1945年2月下旬，四海护进行过一次改组。其后四海护因屡遭美军航母特混舰队的攻击，战力几乎全部丧失，5月10日解散并改组为第五特攻战队。

## 第一海上护卫队

### 历史
1942年（昭和17年）4月10日，日本海军新编成西南方面艦隊。接着日军发布大海令第十六号，命令西南方面舰队司令长官实施海上交通保护。此时日军已大体控制东南亚，西南方面舰队从直属部队中抽调兵力组成第一海上护卫队（缩略记号1KEg），负责保护从东南亚至日本本土的运输船队。一海护虽无“舰队”之名，但因规模较大，设置了参谋部和相应的参谋长。其防守的范围包括西航路、东航路和横断航路。三条航线从日本本土到上海、台湾之间的航段都是共通的，其后经由马尼拉、棉兰老岛、婆罗洲到爪哇岛的航线称为东航路；经香港、海南岛、西贡到新加坡为西航路；西贡到马尼拉之间的航线为横断航路。
西南方面舰队新设时，日军已经结束了南方作戰，开始进入占领、统治和维持的阶段。故此西南方面舰队从一开始就缺少舰艇，主力都是老旧舰艇和特设舰艇。新编成的一海护自然只有同样的水平，只有旧式驱逐舰10艘、鱼雷艇2艘、特设舰艇6艘、航运统制班20的兵力。一海护无法仅凭这点兵力独自保护海上航线，后续各内战部队（各镇守府、警備府和根据地队）也陆续协助海上交通航向的护卫、监视和防备工作。
1943年日本的南海航线陆续开始有潜艇伏击舰船的发生，此时一海护的老旧舰艇比例还很高，新式护卫舰艇的换装工作基本没有进展。11月15日海上護衛總司令部设立，主力部队依然是这种过时舰艇。海上护卫长官指挥的部队称为海上护卫总部队（缩略符号GEB），海上护卫总司令部（以下简称海护总队）、一海护、二海护统称海上护卫总司令部部队（缩略符号GKEG）。一海护负责的海域定为从日本本土到新加坡。
到1944年，盟军对日本南海航线进行大规模的攻击，日军海护总队也随之频繁变更编制和制度。一海护和大鷹級航空母艦在海护总队领导下护卫比号船队和MI号船队等运送重要资源的船队。同年10月，盟军开始在菲律宾展开地面作战，东航路断绝。12月10日，日军为了死守西航路，而将一海护升格为第一护卫舰队，编制上依然隶属于海护总队。

### 编制
1942年4月10日，新组建
- 特设巡洋舰浮岛丸（日语：浮島丸 (特設巡洋艦)）
- 特设炮舰華山丸、唐山丸、北京丸、長寿山丸、でりい丸（日语：でりい丸）
- 第13驱逐队：若竹、吳竹、早苗
- 第22驱逐队：皋月、水无月（日语：水無月 (睦月型駆逐艦)）、文月（日语：文月 (睦月型駆逐艦)）、长月（日语：長月 (睦月型駆逐艦)）
- 第32驱逐队：朝顏、芙蓉、刈萱
- 鱼雷艇鹭（日语：鷺 (鴻型水雷艇)）、隼（日语：隼 (鴻型水雷艇)）

1942年7月14日，中途岛海战后
- 浮岛丸
- 華山丸、唐山丸、北京丸、長寿山丸、でりい丸
- 第13驱逐队：若竹、吳竹、早苗
- 第22驱逐队：皋月、水无月、文月、长月
- 第32驱逐队：朝顏、芙蓉、刈萱
- 三日月（日语：三日月 (睦月型駆逐艦)）、鹭、隼

1944年4月1日，战时编制制度改定
- 華山丸、北京丸、長寿山丸
- 汐风（日语：汐風 (駆逐艦)）、帆風（日语：帆風 (駆逐艦)）、朝风（日语：朝風 (2代神風型駆逐艦)）、吳竹、若竹、刈萱、朝顔
- 松轮（日语：松輪 (海防艦)）、佐渡（日语：佐渡 (海防艦)）、择捉（日语：択捉 (海防艦)）、对马（日语：対馬 (海防艦)）、占守（日语：占守 (海防艦)）、淡路（日语：淡路 (海防艦)）、仓桥（日语：倉橋 (海防艦)）、第9号海防舰、第8、10号海防舰
- 真鹤（日语：真鶴 (千鳥型水雷艇)）、友鹤（日语：友鶴 (水雷艇)）

1944年8月15日，菲律賓海海戰后
- 華山丸、北京丸、長寿山丸
- 汐風、朝風、春风（日语：春風 (2代神風型駆逐艦)）、吳竹、朝顔
- 松輪、佐渡、择捉、对馬、占守、倉橋、屋代（日语：御蔵型海防艦）、草垣（日语：草垣 (海防艦)）、平户（日语：平戸 (海防艦)）、御藏（日语：御蔵 (海防艦)）、日振（日语：日振 (海防艦)）、昭南（日语：昭南 (海防艦)）
- 第1、3、5、7、9、11、13、15、25号海防舰、第2、6、8、10、14、16、18、20、26、28、32号海防舰
- 鸠（日语：鳩 (鴻型水雷艇)）、鹭（日语：鷺 (鴻型水雷艇)）、鹎（日语：鵯 (水雷艇)）
- 第17号扫海艇（日语：第十七号掃海艇）、第18号扫海艇（日语：第十八号掃海艇）、第38号哨戒艇

### 历任司令
1. 井上保雄 海军中将：1942年4月10日[39] - 1943年1月14日[40]
2. 中島寅彦 海军中将：1943年1月14日[40] - 1944年11月4日[41]
3. 岸福治（日语：岸福治） 海军中将：1944年11月4日[41] - 1944年12月10日[42] （改编为第一护卫舰队时留任）[43]

### 历任参谋长
1. 山口次平 海军大佐/海军少将：1942年4月20日[44] - 1943年1月21日[45]
2. 堀江義一郎 海军大佐/海军少将：1943年1月21日[45] - 1944年5月18日[46]
3. 堀内茂忠 海军大佐/海军少将：1944年5月18日[46] - 1944年12月10日[42] （改编为第一护卫舰队时留任）

## 第一护卫舰队

### 历史
1943年（昭和18年）11月15日，日本海军创立了海护总队作为海上护卫中央机关，1944年（昭和19年）4月1日又设立了特設護衛船團司令部。然而此时司令部下属队伍全为临时编成，海军内要求设立正式建制的呼声越来越迫切。故此日军先后组建了第101战队（1944年11月15日建立，辖训练巡洋舰一艘、海防舰6艘）、第102战队（1945年1月1日建立，辖训练巡洋舰一艘、海防舰6艘）、第103战队（1945年1月20日建立，辖驱逐舰一艘、海防舰6艘），并将这些新成立的反潜部队编入第一护卫舰队内。
原本负责日本本土到新加坡航线的一海护，其护卫兵力都是从各部队抽调而来，作为临时编制运用而已。大本營海军部（军令部）同意了海护总队要求建立正式建制的意见，1944年12月10日将一海护正式升格为第一护卫舰队。另一边，在水面部队之外，海军也开始着手相关航空部队的建设：原第953海軍航空隊（隶属于高雄警備府）、第954海軍航空隊（隶属于第三南遣艦隊）、第254海軍航空隊（隶属于海南警备府）合并入第901海軍航空隊（海护总队附属）；第933海軍航空隊（隶属于第31战队）则合并入第936海軍航空隊（隶属于第一南遣艦隊）。两支航空队（901、936）在1945年1月1日的战时编制改定中一并划入第一护卫舰队。增强后的第一护卫舰队继续隶属于海护总队，任务是死守比号船队为代表、以新加坡为终点的南方航路。特设护卫船团司令部则随着解散。
然而，1945年（昭和20年）1月上旬，美军航母特混舰队已经进抵法屬印度支那沿岸，第101战队随其护卫的比86号船队一同覆灭。随后日军发动南号作战（1月25日起至3月9日止，3月16日行动中止），第一护卫舰队作为主力进行护卫。南号作战共组织护航运输队15次，加入的船只45艘、护卫舰艇50艘，损失运输船20艘、护卫舰艇。面对如此惨重的损失，海护总队提议放弃南方航路，改为专守日本本土到满洲的航线，并得到了大本营的同意。第一护卫舰队试图护卫以台湾、上海为终点的东海航线，但盟军为了准备沖繩島戰役，加大了空袭的力度，横穿东海的航线亦告丧失，日本舰船只能绕路走上海——青岛——木浦、马山、济州岛——下关的迂回航线。
1945年3月，日军为了应对盟军对冲绳岛的进攻，谋求发动所谓天號作戰，其中第一护卫舰队将要负责西南方向的护卫工作。4月10日冲绳岛战役期间，日军编成对马海峡方面部队及第七艦隊，其司令长官及幕僚兼任第一护卫舰队要职。
同年4月，盟军开始发起飢餓行動，利用B-29轟炸機在日本本土港湾进行布雷。日本从下关港开始逐渐受到水雷封锁，大批护航舰艇及运输船因触雷而受损。4月14日盟军潜艇袭击了第一护卫舰队主力泊地济州岛，潜艇银带鱼号一举击沉货船寿山丸号和两艘海防舰。6月末起，第一护卫舰队开始参加日号作战。日本战败前夕，第一护卫舰队的任务主要是日本海沿岸（舞鶴、新潟、酒田、秋田、函館、小樽）及横跨日本海的航线（舞鶴、新潟——元山、罗津、先锋）。另外在战败后，属下的海防舰有部分曾违反停战命令前往朝鲜和库页岛运送当地的日本人回国。

### 编制
1944年12月10日，改编时
- 第101战队：香椎、鹈来（日语：鵜来 (海防艦)）、大东（日语：大東 (海防艦)）、第23、27、51号海防舰
- 第5护卫船团司令部
- 第7护卫船团司令部
- 第8护卫船团司令部
- 附属：航母海鷹、驱逐舰汐风（日语：汐風 (駆逐艦)）、春风（日语：春風 (2代神風型駆逐艦)）、吳竹
  - 第1海防隊：千振（日语：御蔵型海防艦）、第13、19号海防舰
  - 第11海防隊：第1、3、13号海防舰、第130、134号海防舰
  - 第12海防隊：第14、16、46号海防舰
  - 第31海防隊：朝顏、第63、207号海防舰
  - 扫海艇5艘[37]
  - 第931海军航空队（日语：第九三一海軍航空隊）
  - 第901海军航空队（日语：第九〇一海軍航空隊）（1月1日編入，司令堀内茂忠海军少将）
  - 第936海军航空队（日语：第四十海軍航空隊）（1月1日編入，司令吉田良夫海军大佐）

1945年3月1日，菊水作戰前
- 第101战队：对马（日语：対馬 (海防艦)）、大東、鵜来、第23、27、51号海防艦
- 第102战队：鹿岛、屋代（日语：御蔵型海防艦）、御藏（日语：御蔵 (海防艦)）、第2、33、34、35号海防艦
- 第103战队：春月（日语：春月 (駆逐艦)）、昭南（日语：昭南 (海防艦)）、久米（日语：久米 (海防艦)）、第18、25、60、67号海防艦
- 第8护卫船团司令部
- 第901海军航空队（5月15日，转为海护总队附属）[64]
- 第936海军航空队（其后编入第十三航空艦隊）[64]
- 附属：海鷹、春風
  - 第1、11、12海防隊
  - 第31海防隊：冲绳（日语：沖縄 (海防艦)）、第63、207号海防艦
  - 粟国（日语：粟国 (海防艦)）、稲木、宇久、羽節、竹生（日语：鵜来型海防艦）、崎户（日语：日振型海防艦）
  - 第9、15、20、22、26、29、40、41、53、55、57、69、72、76、81、82、84、112、138、144、150、205号海防艦
  - 第17号掃海艇、第38号哨戒艇
  - 第931海军航空队

1945年6月1日，战败前夕
- 第102战队（7月5日解散、重新编成第2海防队）[64]：鹿島、屋代、干珠（日语：択捉型海防艦）、第2、29、34、41、81号海防舰
- 第103战队（7月10日调出，编入第七舰队）[64]：春月、隠岐（日语：隠岐 (海防艦)）、三宅（日语：三宅 (海防艦)）、鵜来型海防艦（日语：鵜来型海防艦）、第59、60、67、192、213号海防舰
- 第105战队（7月10日转入）：響、海防舰6艘
- 附属：第1、11、12、21、22、31海防隊
  - 第17、39、41号掃海艇
  - 第31驱潜队、第19、20、21、26、60号驱潜艇

### 历任司令长官
1. 岸福治（日语：岸福治） 海军中将：1944年12月10日[42] - 1945年4月10日[70]
2. （兼）岸福治 中将：1945年4月10日[70] - 1945年7月10日[71] （本職：第七艦隊司令長官）
3. （兼）田結穣（日语：田結穣） 海军中将：1945年7月10日[71] - 1945年8月25日[72] （本職：舞鶴鎮守府司令長官）

### 历任参谋长
1. 堀内茂忠 海军少将：1944年12月10日[42] - 1945年1月1日[73]
2. 杉浦矩郎 海军大佐：1945年1月1日[73] - 1945年4月1日[74]
3. 後藤光太郎 海军少将：1945年4月1日[74] - 1945年4月10日[70]
4. （兼）後藤光太郎 海军少将：1945年4月10日[70] - 1945年7月10日[71] （本職：第七艦隊参謀長）
5. （兼）鳥越新一 海军少将：1945年7月10日[71] - 1945年8月25日[72] （本職：舞鶴鎮守府参謀長）

## 第二海上护卫队

### 历史
1942年（昭和17年）4月10日，日本海军发布大海令第十七号，训示第四舰队司令长官井上成美海军中将，责成实行海上交通保护。同一天军令部发布的大海指第八十二号指示，新的海上护卫队的任务为“于本国沿岸（北纬29度以北）护卫第四保护海域间航路级第四保护海域内航路之船队、统括第四保护海域内传播行动管制”。据此第四舰队成立了第二海上护卫队（缩略符号2KEg），负责从横须贺到楚克群島（又译特鲁克群岛）、帛琉诸岛（又译帕劳）间的东西两条航线。编制当时的交通保护海域（第四保护海域）北起本州横须贺，经小笠原诸岛在马里亚纳群岛分开，东航线以特鲁克为终点、西航线以帕劳为终点，南端可以到新畿內亞以及拉包爾（又译臘包爾）。东航线延长线又可以进一步到加罗林群岛（又译加羅蓮群島）、馬紹爾群島、吉尔伯特群岛、俾斯麦群岛和所罗门群岛，西航线延长线则可到达西新几内亚、巽他群島乃至棉兰老岛。
二海护负责的海域广大，航线漫长，但成立之初仅有一个航运统制班以及三艘特设舰艇（航速13节的能代丸、11节的長運丸以及14节的金城山丸），战力仅相当于一个战队左右。大本营海军部一度发布指示，航速低于13节的船舶应独自航行，而且因为不可能全程护航，护航只能在某些地区、见机而行。三艘特设舰艇因此重点在塞班——特鲁克——拉包尔间巡逻。然而5月4日，金城山丸就在特鲁克西北方向被美军潜艇击沉，距离二海护创立仅一个月不到，战力就只剩下两艘特设舰艇了。第四舰队只好把第6水雷战队调来协助护航，6月中旬又从第四舰队抽调一批驱潜艇。7月10日，六水战解散，原所属舰艇全部编入二海护，二海护终于有了自己的反潜战力。但二海护即使加入了原六水战的兵力，面对辽阔的海域依然只是杯水车薪，需要从各镇守府及联合舰队抽调舰艇，协助进行护航。随着日军在索羅門群島戰役陷入长期消耗战，前线驱逐舰严重不足，二海护麾下较新型的驱逐舰逐渐调往前线，取而代之的是鱼雷艇和新型海防舰。
1943年（昭和18年）11月15日，日军成立海护总队，二海护也转入海护总队旗下，负责范围为特鲁克到帕劳一带。
1944年（昭和19年）2月17日，盟军发起冰雹行動，对特鲁克进行大规模空袭，特鲁克的基地职能陷入瘫痪。3月1日的大海指第340号指示，航线终点收缩至塞班岛。3月4日，日军组建中部太平洋方面艦隊，图谋强化马里亚纳群岛的防卫力量。塞班岛航线是此时日本的絕對國防圈方针内的重要一环，二海护从联合舰队方面获得增援，为松号船队提供护航。松运输行动获得了成功（护卫舰艇64艘、运输船100艘，仅3艘遭受袭击），但随后的第3530船队受到了沉重打击。6月盟军发动塞班島戰役，美军航母特混舰队加大了对日本运输航线的打击，完全切断了塞班岛航线。二海护司令长官在战斗中战死，7月6日塞班岛失守。7月18日，日军承认守岛部队全军覆没，二海护在内的中部太平洋方面舰队解散。

### 编制
1942年4月10日，新组建
- 特设巡洋舰能代丸号特设巡洋舰（日语：能代丸 (特設巡洋艦)）、金城山丸（日语：金城山丸）、特設炮舰長運丸

1942年7月14日，改编时
- 夕張
- 第29駆逐隊：追风（日语：追風 (2代神風型駆逐艦)）、朝凪（日语：朝凪 (駆逐艦)）、夕凪、夕月（日语：夕月 (駆逐艦)）
- 長運丸
- 能代丸（新编时在籍，不久转藉为特設运输船）

1944年4月1日，战时编制制度改定
- 朝凪
- 隠岐（日语：隠岐 (海防艦)）、福江（日语：福江 (海防艦)）、平户（日语：平戸 (海防艦)）、天草（日语：択捉型海防艦）、御藏（日语：御蔵 (海防艦)）、能美（日语：能美 (海防艦)）
- 第2、3号海防艦
- 鹎（日语：鵯 (水雷艇)）、鸿（日语：鴻 (鴻型水雷艇)）
- 長運丸

1944年7月18日，最终时
- 隠岐、福江、平户、天草、御藏、能美
- 鹎、鸿
- 長運丸

### 历任司令
1. （兼）茂泉慎一 海军少将：1942年4月10日 -　（本职为第四根据地队（加洛林群岛防卫）司令）
2. （兼）武田盛治 海军少将：1942年6月15日 -　（本职为第四根据地队司令）
3. 若林清作 海军少将：1943年7月15日 -
4. （兼）有馬馨（日语：有馬馨） 海军少将：1944年2月19日 -　（本职为第四根据地队司令）
5. （兼）辻村武久 海军少将：1944年3月1日 - 1944年7月18日解散（本职为第五根据地队（马里亚纳群岛防卫）司令，1944年7月8日战死于塞班岛）

## 第三海上护卫队

### 历史
1944年（昭和19年）5月20日，日本海军组建第三海上护卫队，专责東京灣到大阪灣之间的紀伊水道的防卫。下辖伊势湾部队（指挥官为伊势防备队司令平塚四郎海军大佐，辖成生、特设扫海艇1艘、特设驱潜艇7艘、驱潜特攻艇3艘、特设敷设舰高千穂丸、拖船1艘）、熊野滩部队（指挥官为驹桥舰长大野周海军大佐，辖驹桥、特设扫海艇4艘、驱潜特攻艇3艘、巡逻监视艇1艘）、纪州部队（指挥官为903空串本派遣隊串本派遣隊指挥官鬼塚武二海军大佐，辖特设驱潜艇2艘、特设扫海艇5艘、驱潜特攻艇1艘、扫海特攻艇2艘、海防艦50号、掃海艇27号、鱼雷艇6艘）、航空部隊（903空串本、槟岛、大井、小松岛各派遣队）。
东京湾到纪伊水道是本州太平洋侧的海上运输大动脉，在太平洋战争初期就已经有零星的潜艇袭击事件（如1942年沉没）。这段航线原本由橫須賀鎮守府和大阪警備府负责，存在相互之间联络不畅的问题。为了解决这个问题，日本海军从橫須賀鎮守府、大阪警備府和舞鶴鎮守府之间抽调兵力组建三海护，并且置于横须贺镇守府司令长官麾下。然而所属舰艇数量严重不足，虽然编入了串本航空队，但依然缺乏足够的空中支援，又不能像三陆湾那样进行大规模布雷。该地区损失日增，三海护却战果寥寥；同年11月29日，美军潜艇射水魚號在纪伊半岛击沉航母信濃，三海护出动舰艇进行搜捕，依旧一无所获。
1945年（昭和20年）2月下旬（16日、17日、25日），美军航母特混舰队袭击了关东地区，日军在本州太平洋侧沿岸活动的舰艇损失惨重。4月10日，三海护为了响应本土决战的号召，改组成为第4特攻战队，负责伊势湾的沿岸防御。4月15日第4特攻战队新编成时，兵力有第13突撃隊、伊勢防備隊、驹桥、第26掃海隊、海防舰3艘、驱潜艇3艘。

### 编制
1944年5月20日，新组建
- 潛水母艦驹桥（日语：駒橋 (潜水母艦)）
- 布雷艇成生（日语：成生 (敷設艇)）
- 第14号驱潜艇
- 第46号哨戒艇
- 第26掃海隊、伊勢防備隊

1944年8月15日，菲律賓海海戰后
- 驹桥、第4号海防舰
- 成生、第14号驱潜艇
- 第26掃海隊、第112驱潜队、伊勢防備隊

1945年3月1日，菊水作戰前
- 驹桥、第4、50号海防舰
- 第14号驱潜艇
- 第26掃海隊、第112驱潜队、伊勢防備隊

### 历任司令
1. 中邑元司 海军少将：1944年5月20日[23] - 1945年4月15日（改编为第四特攻战队时留任）

## 第四海上护卫队

### 历史
1944年（昭和19年）4月10日，原本一直负责佐世保港、鹿儿岛港到沖繩群島的船队护航的佐世保防备战队解散，并改编为第四海上护卫队。同时设立冲绳方面根据地队，根据地队司令兼任四海护司令，司令部设于奄美大島，归佐世保镇守府镇守府管辖。当时日军预计盟军极有可能进攻冲绳，届时二海护负责的南方航线将会无法通过冲绳，必须绕道台湾，为此需要设立新的冲绳航线。新设立的四海护开始往冲绳运输物资，并将居民向本土撤送。然而四海护战力微弱，对马丸是第一艘损失的商船。1945年（昭和20年）2月25日，军令部进行战时改制，冲绳方面根据地队专注于地面作战，四海护另立指挥官。
盟军攻占冲绳岛后，3月下旬开始空袭九州地区，为进攻西南诸岛做准备，四海护的主力舰艇逐渐损失。此时日军已经完全丧失了制空权和制海权，原本制定的利用运输船和机帆船进行冲绳特攻的计划无法实施，冲绳航线彻底被切断。四海护已经无航线可护，为了参加本土决战，防守南九州，5月10日改编成为第5特攻战队，然而此时原四海护的舰艇早已损失大半，第5特攻战队仅有第32突击队、第33突击队及两艘驱潜艇。

### 编制
1944年4月10日，新组建
- 冲绳海军航空队
- 第951海军航空队（日语：佐世保海軍航空隊）（1944年12月15日编入）
- 真鹤（日语：真鶴 (千鳥型水雷艇)）、友鹤（日语：友鶴 (水雷艇)）
- 第15号掃海艇（日语：第十五号掃海艇）
- 特设炮舰富津丸（1944年10月22日沉没）
- 冲绳方面根据地队
  - 燕（日语：燕 (敷設艇)）、鸥（日语：鴎 (敷設艇)）
  - 大島防備隊
  - 第43掃海隊
- 第49号驱潜艇（日语：第二八号型駆潜艇）、第58号驱潜艇（日语：第二八号型駆潜艇）

1944年8月15日，菲律賓海海戰后
- 冲绳海军航空队
- 第30号海防舰
- 友鶴、真鹤、第15号掃海艇、第49、58号驱潜艇
- 富津丸

1945年3月1日，菊水作戰前
- 第30号海防舰
- 友鶴、真鶴、第15号掃海艇、第49、58号驱潜艇

### 历任司令
1. （兼）新葉亭造 海军少将：1944年4月10日-　（本职为冲绳方面根据地队司令）
2. （兼）大田实 海军少将：1944年9月30日-　1945年2月25日[103] （本职为冲绳方面根据地队司令）
3. 驹泽克己 海军少将：1945年2月25日[103]- 1945年5月10日（第5特攻战队改编后留任）